# Хорхе Оярбіде
Хорхе Оярбіде (ісп. Jorge Oyarbide; 6 червня 1944, Пайсанду — 14 листопада 2013, Солимар, Сьюдад-де-ла-Коста) — уругвайський футболіст, нападник. Виступав за збірну Уругваю. Чемпіон Південної Америки 1967 року.

## Біографія
Хорхе Оярбіде пройшов через молодіжні команди «Пайсанду Белья Вісти» і «Насьйоналя». В основному складі останнього клубу дебютував у 1961 році у віці 16 років. Це була гра проти бразильського «Сантоса» з Пеле. З «больсос» Оярбіде двічі вигравав чемпіонат Уругваю і двічі доходив до фіналу Кубка Лібертадорес, але обидва рази поступався командам з аргентинської Авельянеди — в 1964 році сильнішим був «Індепендьєнте», а у 1967 році — «Расінг». За сім років Оярбіде забив за «триколірних» 67 голів.
В 1968—1969 роках виступав за «Греміо», з яким став чемпіоном штату Ріу-Гранді-ду-Сул. Наступні два роки Оярбіде провів у колумбійському «Хуніорі», після чого повернувся на батьківщину, відіграв один сезон за рідние «Пайсанду Белья Вісту».
До 1976 року виступав за «Дефенсор», однак у 1974—1975 роках не грав через важку травму. Нападник планував завершити кар'єру, але тренер фіолетових професор Хосе Рікардо Де Леон умовив ветерана провагати ще один сезон. Оярбіде допоміг «Дефенсору» у 1976 році вперше в історії стати чемпіоном Уругваю. Завершив кар'єру футболіста в 1977 році в мексиканському «Веракрусі».
У складі головної національної збірної Уругваю дебютував 23 грудня 1961 року, а останній матч зіграв 2 лютого 1967 року. Всього за збірну зіграв сім матчів і забив п'ять голів. При цьому п'ять матчів Хорхе зіграв в рамках домашнього чемпіонату Південної Америки 1967 року, тріумфатором якого він став разом зі своєю збірною. Оярбіде забив на турнірі і всі свої чотири м'ячі, ставши найкращим бомбардиром своєї команди. Більше нього на турнірі — п'ять м'ячів забив тільки аргентинець Луїс Артіме. У 1966 році Оярбіде розглядався як кандидат на поїздку на чемпіонат світу, але цьому завадила травма.
Після завершення кар'єри гравця Хорхе Оярбіде оселився в передмісті Сьюдад-де-ла-Кости Солімар. Його син Луїс Оярбіде (нар. 1986) також став професійним футболістом, виступав за «Насьональ», «Сентраль Еспаньйол», «Монтевідео Вондерерз» і інші команди.

## Титули та досягнення
- Чемпіон Уругваю (3): 1963, 1966, 1976
- Чемпіон штату Ріу-Гранді-ду-Сул (1): 1968
- Фіналіст Кубка Лібертадорес (2): 1964, 1967
- Чемпіон Південної Америки (1): 1967